# Marussia F1 Team
A Marussia F1 Team (renomeada em 2015 para Manor Marussia F1 Team) foi uma equipe anglo-russa de automobilismo que disputou a Fórmula 1 que foi baseada em Banbury, Oxfordshire, no Reino Unido. A equipe foi operada pela Manor Motorsport (anteriormente Marussia Manor Racing), que anteriormente era uma subsidiária da Marussia Motors, uma fabricante de carros esportivos já extinta, que foi sediada em Moscou. A equipe originalmente começou a correr em 2010 sob o nome "Virgin Racing"; no ano seguinte Virgin Marussia adotado como um patrocinador do título se tornar "Marussia Virgin Racing", até ser totalmente rebatizada como "Marussia F1 Team" para disputar a temporada de 2012.
Em 7 de outubro de 2014, a equipe entrou com um aviso na Alta Corte de Londres com a intenção de entrar em administração legal. O administrador nomeado fez um comunicado oficial em 27 de outubro de 2014 e a equipe ainda foi incluída na lista de inscritos provisória da Federação Internacional de Automobilismo (FIA) para a temporada de Fórmula 1 de 2015, mas como "Manor F1 Team". Em 7 de novembro de 2014, no entanto, o administrador anunciou que a equipe tinha deixado de operar.
Em 19 de janeiro de 2015, os administradores da Marussia anunciaram que o leilão de seus carros e bens tinham sido cancelado, de modo a permitir uma possível venda. A equipe saiu da administração judicial em 19 de fevereiro de 2015, e foi restabelecido como "Manor Marussia F1 Team" depois de novos investimentos ser garantidos para salvar a equipe. O ex-diretor Justin King foi alegadamente apoiante principal da equipe. A equipe manteve o seu nome de construtor de Marussia durante toda a temporada de 2015, também adotando a nacionalidade britânica. Em 19 de janeiro de 2016, a equipe anunciou mudança de nome para "Manor Racing".

## História

### Formação
Em 2009, a Manor Grand Prix conseguiu uma entrada para participar da Fórmula 1 a partir da temporada de 2010, como um tie-up entre a equipe de corrida júnior de sucesso a Manor Motorsport e a Wirth Research. Antes do final daquele ano, esta equipe se tornou conhecida como Virgin Racing, depois de Richard Branson da Virgin Group que tinha comprado os direitos do título de patrocínio. A Marussia era uma das parceiras da equipe para a sua temporada de estreia, onde terminou em décimo segundo e último lugar no campeonato de construtores. Em 11 de novembro de 2010, foi anunciada a compra da maior parte das ações da equipe pela montadora russa Marussia Motors, e a equipe passou a se chamar então "Marussia Virgin Racing" a partir da temporada de 2011. Após um começo decepcionante na temporada de 2011, a equipe demitiu a Wirth Research e entrou em uma parceria com a McLaren Applied Technologies para a partir da temporada de 2012. Com isso veio uma deslocamento da base original em Dinnington, para as antigas instalações da Wirth em Banbury na Grã-Bretanha. Enquanto isso, a equipe voltou a terminar na parte de baixo do campeonato de construtores daquele ano. Em novembro de 2011, pediu autorização para a comissão da Fórmula 1 alterar formalmente o seu nome de construtor para a temporada de 2012 de Virgin para Marussia, para refletir sua nova propriedade. A permissão foi concedida antes de ser formalmente ratificada em uma reunião do Conselho Mundial de Automobilismo da FIA.

### Histórico da equipe na F1

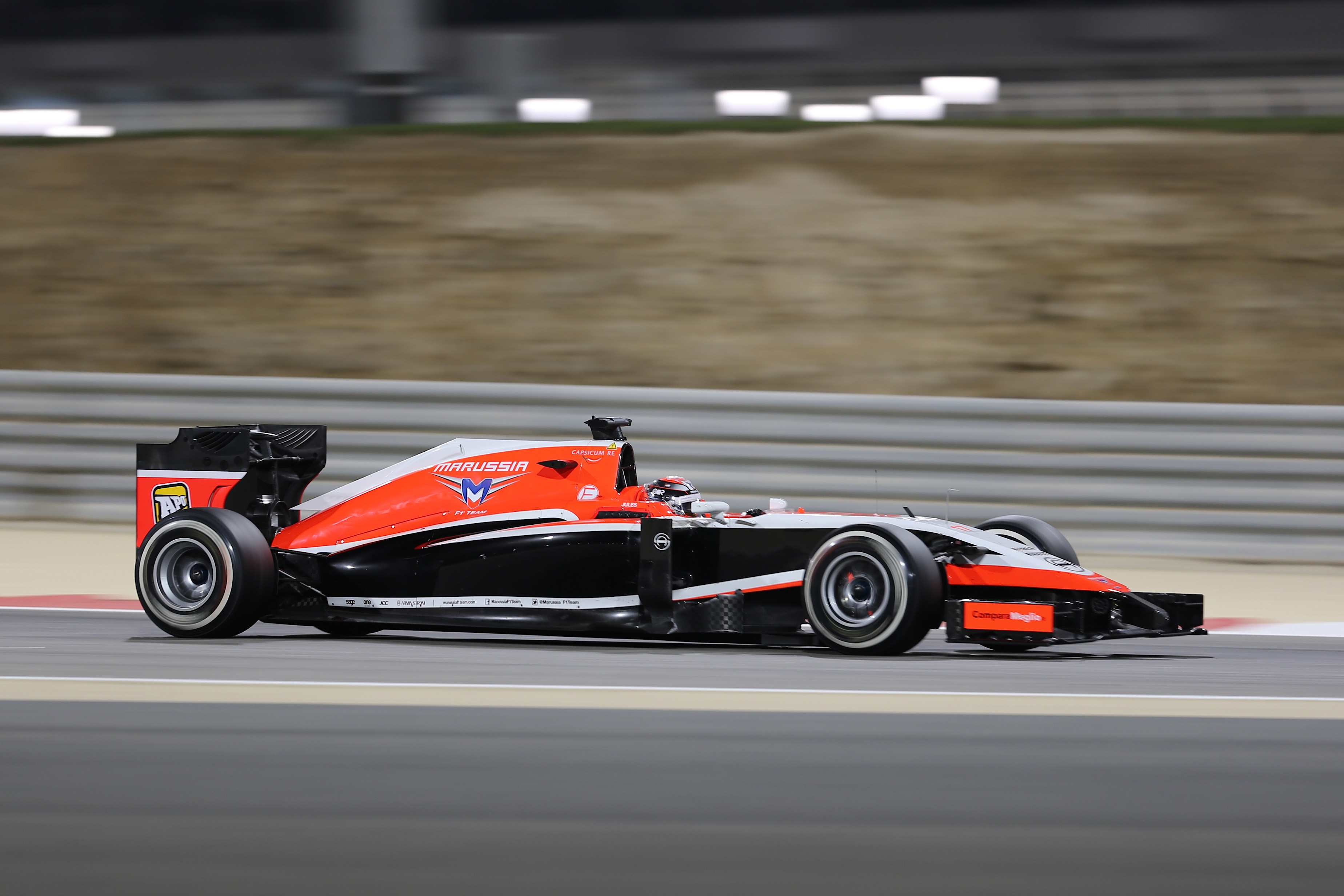
Jules Bianchi pilotando o MR03 durante o Grande Prêmio do Barém de 2014.

Em 2012 Timo Glock que havia competido no ano anterior pela equipe quando ainda se chamava "Marussia Virgin Racing" permaneceu na equipe e ganhou um novo companheiro: o francês Charles Pic, quarto colocado da GP2 Series em 2011. Neste ano a equipe terminou em 11º lugar no campeonato mundial de construtores.
Para a temporada de 2013, a equipe contrataria o brasileiro Luiz Razia e o inglês Max Chilton, 2º e 4º colocados respectivamente da GP2 Series de 2012. O contrato de Razia, no entanto, foi rompido pela Marussia por problemas com os patrocinadores do piloto brasileiro. Para o lugar de Razia, foi contratado o piloto francês Jules Bianchi.
Para a disputa da temporada de 2014, a Marussia anunciou um acordo com a Ferrari para o fornecimento de motores, KERS e transmissão.
No Grande Prêmio de Mônaco, Jules Bianchi marcou os primeiros pontos da sua carreira na Fórmula 1 e os primeiros da história da equipe Marussia, ao terminar a corrida em 9º lugar. O francês cruzou a linha de chegada em 8º, mas tomou uma punição e perdeu o posto para o compatriota Romain Grosjean, da Lotus.
Em 5 de outubro de 2014 no Grande Prêmio do Japão, em Suzuka, Bianchi sofreu um grave acidente na volta 44, quando sua Marussia bateu em um trator que retirava o carro do piloto alemão Adrian Sutil. Foi levado ao Hospital Universitário de Mie, em Yokkaichi e a prova foi encerrada antes do previsto. Foi constatado que o piloto sofreu uma lesão axonal difusa - quando o cérebro move-se violentamente dentro do crânio, e desde então ficou em estado crítico porém estável. Na prova seguinte, o Grande Prêmio da Rússia, foi homenageado por pilotos e equipes. A Marussia resolveu não substituí-lo. Bianchi morreu no dia 17 de julho de 2015 por causa dos ferimentos causados no acidente.
Fora do Grande Prêmio dos Estados Unidos por causa de problemas financeiros e também do Grande Prêmio do Brasil, a equipe Marussia anunciou oficialmente na sexta, 7 de novembro de 2014, que demitiu cerca de 200 funcionários que ainda trabalhavam para a equipe e encerrou as suas atividades na categoria máxima do automobilismo.

### Venda da equipe

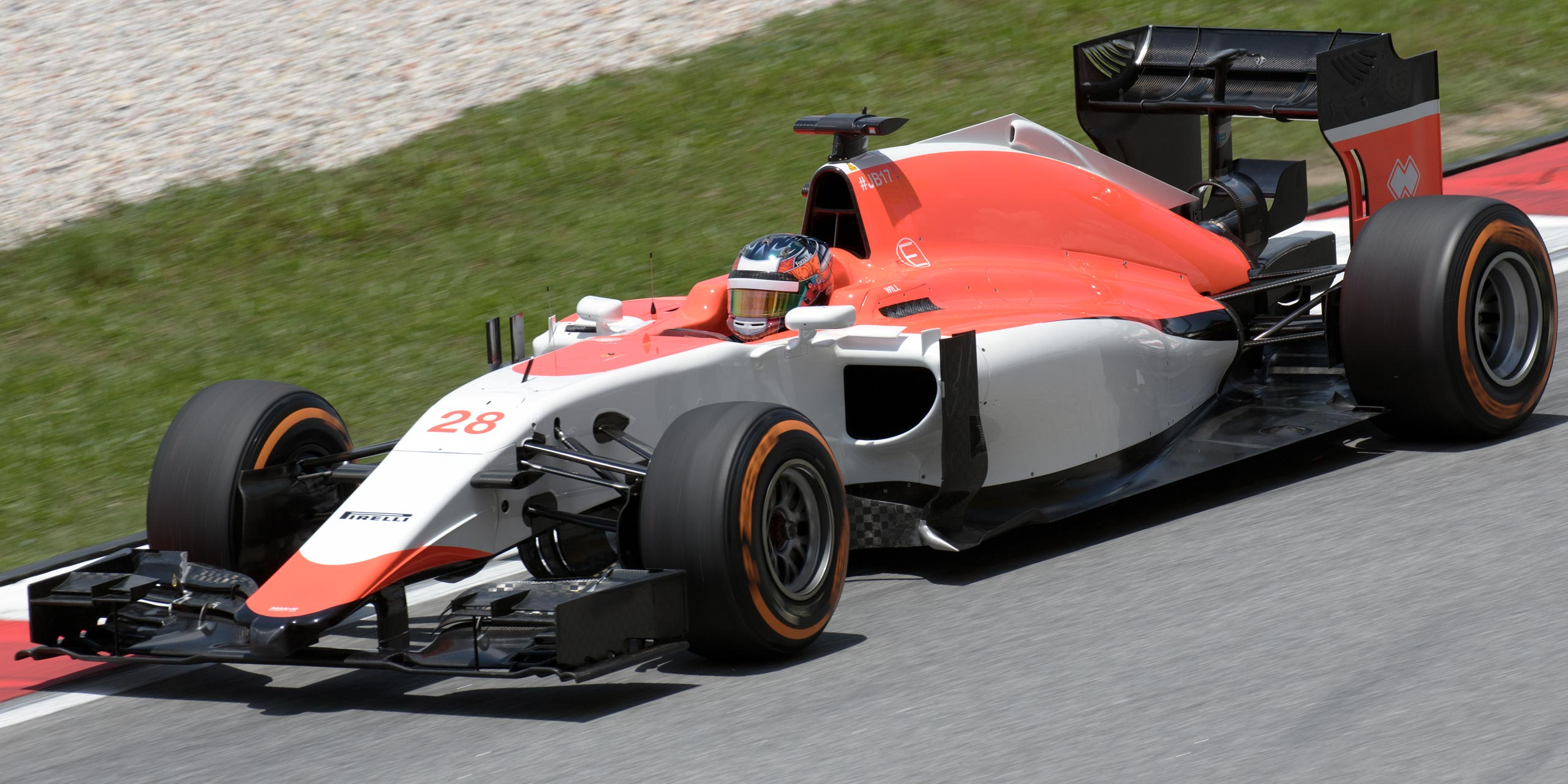
Will Stevens pilotando o MR03B durante o Grande Prêmio da Malásia de 2015.

Após o encerramento da temporada de 2014, um grupo de investidores seguiu insistindo em trazer a equipe para o grid em 2015. Em fevereiro a equipe saiu da administração judicial e passou para o controle da Manor Motorsport que a renomeou para "Manor Marussia F1 Team", a equipe mesmo sem nenhuma ligação com os antigos donos da Marussia, manteve o nome para poder receber o dinheiro da premiação da temporada de 2014. O nono lugar de Jules Bianchi no Grande Prêmio de Mônaco garantiu à equipe a nona colocação da disputa do mundial de construtores, o que lhe rendeu 30 milhões de euros para serem usados na temporada de 2015. A equipe confirmou Will Stevens e Roberto Merhi como a dupla de pilotos titulares para a temporada.
O carro usado foi uma versão do MR03 com modificações para o regulamento daquela temporada. Além de novas cores, o MR03B também recebeu suas primeiras atualizações no último Grande Prêmio.
A partir de Singapura, Alexander Rossi substituído Merhi para cinco dos sete restantes Grandes Prêmios de 2015; Merhi correu na Rússia e no Grande Prêmio seguinte em  Abu Dhabi.
Antes do Grande Prêmio do México, a equipe anunciou que os seus chefes de equipe John Booth e Graeme Lowdon haviam renunciados, em vigor no fim de 2015, citando diferenças com o proprietário da equipe Stephen Fitzpatrick.
Após a temporada de 2015, a Manor Marussia F1 Team, mudou oficialmente seu nome para Manor Racing.

## Pilotos
| Ano  | Nome                                                 | Carro  | Pneus | Motor    | Pilotos                                    | Pilotos de testes            | Classificação               |
| ---- | ---------------------------------------------------- | ------ | ----- | -------- | ------------------------------------------ | ---------------------------- | --------------------------- |
| 2015 | Airbnb Manor Marussia F1 Team Manor Marussia F1 Team | MR-03B | P     | Ferrari  | Will Stevens Roberto Merhi Alexander Rossi | Jordan King                  | NC (10° lugar)              |
| 2014 | Marussia F1 Team                                     | MR-03  | P     | Ferrari  | Jules Bianchi Max Chilton                  | Alexander Rossi              | 9º lugar 2 pontos           |
| 2013 | Marussia F1 Team                                     | MR-02  | P     | Cosworth | Jules Bianchi Max Chilton                  | Rodolfo González             | NC (10º lugar) nenhum ponto |
| 2012 | Marussia F1 Team                                     | MR-01  | P     | Cosworth | Timo Glock Charles Pic                     | María de Villota Max Chilton | NC (11º lugar) nenhum ponto |

## Resultados
Legenda: (Corridas em negrito indicam pole position); (Corridas em itálico indicam volta mais rápida)
| Ano  | Chassis | Motor                                                     | Pneus | No. | Pilotos         | 1   | 2   | 3   | 4   | 5   | 6   | 7   | 8   | 9   | 10  | 11  | 12  | 13  | 14  | 15  | 16  | 17  | 18  | 19  | 20  | Pontos | Classificação |
| ---- | ------- | --------------------------------------------------------- | ----- | --- | --------------- | --- | --- | --- | --- | --- | --- | --- | --- | --- | --- | --- | --- | --- | --- | --- | --- | --- | --- | --- | --- | ------ | ------------- |
| 2012 | MR01    | Cosworth CA2012 2.4 V8                                    | P     |     |                 | AUS | MAL | CHN | BAR | ESP | MON | CAN | EUR | GBR | ALE | HUN | BEL | ITA | SIN | JAP | COR | IND | ABU | EUA | BRA | 0      | 11º           |
| 2012 | MR01    | Cosworth CA2012 2.4 V8                                    | P     | 24  | Timo Glock      | 14  | 17  | 19  | 19  | 18  | 14  | Ret | NL* | 18  | 22  | 21  | 15  | 17  | 12  | 16  | 18  | 20  | 14  | 19  | 16  | 0      | 11º           |
| 2012 | MR01    | Cosworth CA2012 2.4 V8                                    | P     | 25  | Charles Pic     | 15† | 20  | 20  | Ret | Ret | Ret | 20  | 15  | 19  | 20  | 20  | 16  | 16  | 16  | Ret | 19  | 19  | Ret | 20  | 12  | 0      | 11º           |
| 2013 | MR02    | Cosworth CA2013 2.4 V8                                    | P     |     |                 | AUS | MAL | CHN | BAR | ESP | MON | CAN | GBR | ALE | HUN | BEL | ITA | SIN | JAP | COR | IND | ABU | EUA | BRA |     | 0      | 10º           |
| 2013 | MR02    | Cosworth CA2013 2.4 V8                                    | P     | 22  | Jules Bianchi   | 15  | 13  | 15  | 19  | 18  | Ret | 17  | 16  | Ret | 16  | 18  | 19  | 18  | 16  | Ret | 18  | 20  | 18  | 17  |     | 0      | 10º           |
| 2013 | MR02    | Cosworth CA2013 2.4 V8                                    | P     | 23  | Max Chilton     | 17  | 16  | 17  | 20  | 19  | 14  | 19  | 17  | 19  | 17  | 19  | 20  | 17  | 17  | 19  | 17  | 21  | 21  | 19  |     | 0      | 10º           |
| 2014 | MR03    | [[[Motores Ferrari na Fórmula 1\|Ferrari]] 059/3 1.6 V6 t | P     |     |                 | AUS | MAL | BAR | CHN | ESP | MON | CAN | AUT | GBR | ALE | HUN | BEL | ITA | SIN | JAP | RUS | EUA | BRA | ABU |     | 2      | 9º            |
| 2014 | MR03    | [[[Motores Ferrari na Fórmula 1\|Ferrari]] 059/3 1.6 V6 t | P     | 4   | Max Chilton     | 13  | 15  | 13  | 19  | 19  | 14  | Ret | 17  | 16  | 17  | 16  | 16  | Ret | 17  | 18  | Ret |     |     |     |     | 2      | 9º            |
| 2014 | MR03    | [[[Motores Ferrari na Fórmula 1\|Ferrari]] 059/3 1.6 V6 t | P     | 17  | Jules Bianchi   | NC  | Ret | 16  | 17  | 18  | 9*  | Ret | 15  | 14  | 15  | 15  | 18* | 18  | 16  | 20* |     |     |     |     |     | 2      | 9º            |
| 2015 | MR03B   | Ferrari 059/3 1.6 V6 t                                    | P     |     |                 | AUS | MAL | CHN | BAR | ESP | MON | CAN | AUT | GBR | HUN | BEL | ITA | SIN | JAP | RUS | EUA | MEX | BRA | ABU |     | 0      | 10º           |
| 2015 | MR03B   | Ferrari 059/3 1.6 V6 t                                    | P     | 28  | Will Stevens    | DNP | DNS | 15  | 16  | 17  | 17  | 17  | Ret | 13  | 16† | 16  | 15  | 15  | 19  | 14  | Ret | 16  | 17  | 18  |     | 0      | 10º           |
| 2015 | MR03B   | Ferrari 059/3 1.6 V6 t                                    | P     | 98  | Roberto Merhi   | DNP | 15  | 16  | 17  | 18  | 16  | Ret | 14  | 12  | 15  | 15  | 16  |     |     | 13  |     |     |     | 19  |     | 0      | 10º           |
| 2015 | MR03B   | Ferrari 059/3 1.6 V6 t                                    | P     | 53  | Alexander Rossi |     |     |     |     |     |     |     |     |     |     |     |     | 14  | 18  |     | 12  | 15  | 18  |     |     | 0      | 10º           |

- Não largou devido a problemas

- Punido a cerca de 5 segundos por alinhar errado no grid
- Foi classificado por ter completado 90% da corrida